# Snek (werktuigbouwkunde)

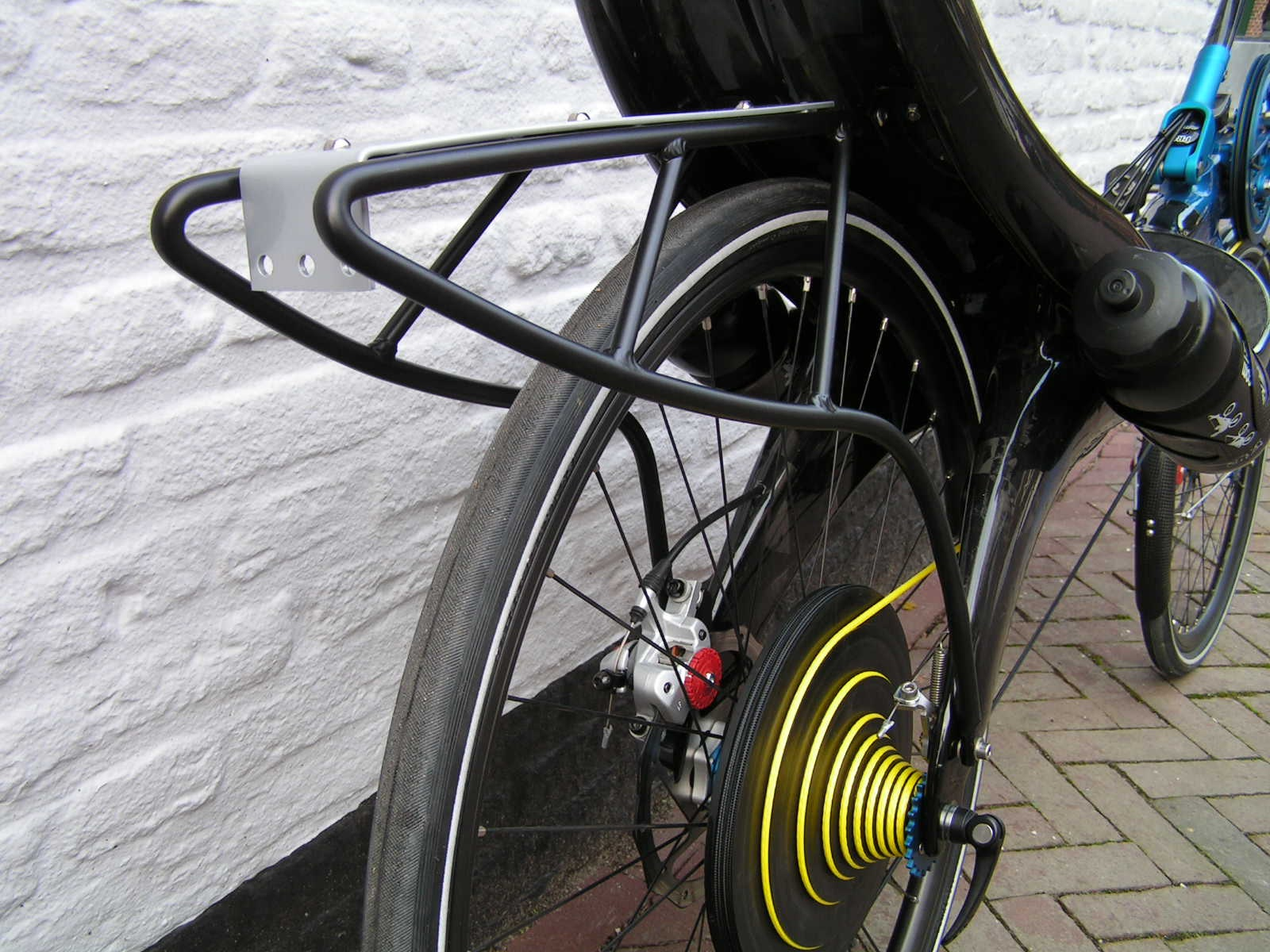
Kunststof snek op een roeifiets

Een snek is een kegelvormig lichaam waarin een spiraalvormige groef is uitgespaard. Een kabel die in de groef ligt zal bij afwikkelen een steeds groter of kleiner koppel op de snek uitoefenen, afhankelijk van of de groef van kleine naar grote diameter of juist van groot naar klein loopt.
Het woord snek betekent slak en een snek heeft inderdaad de vorm van een slakkenhuis.
Oorspronkelijk werd de snek toegepast om bij uurwerken die met een veer aangedreven werden de aandrijfkracht constant te houden, onafhankelijk van de zich ontspannende veer.
Een moderne toepassing is in de aandrijving van een roeifiets.

## In slaguurwerk

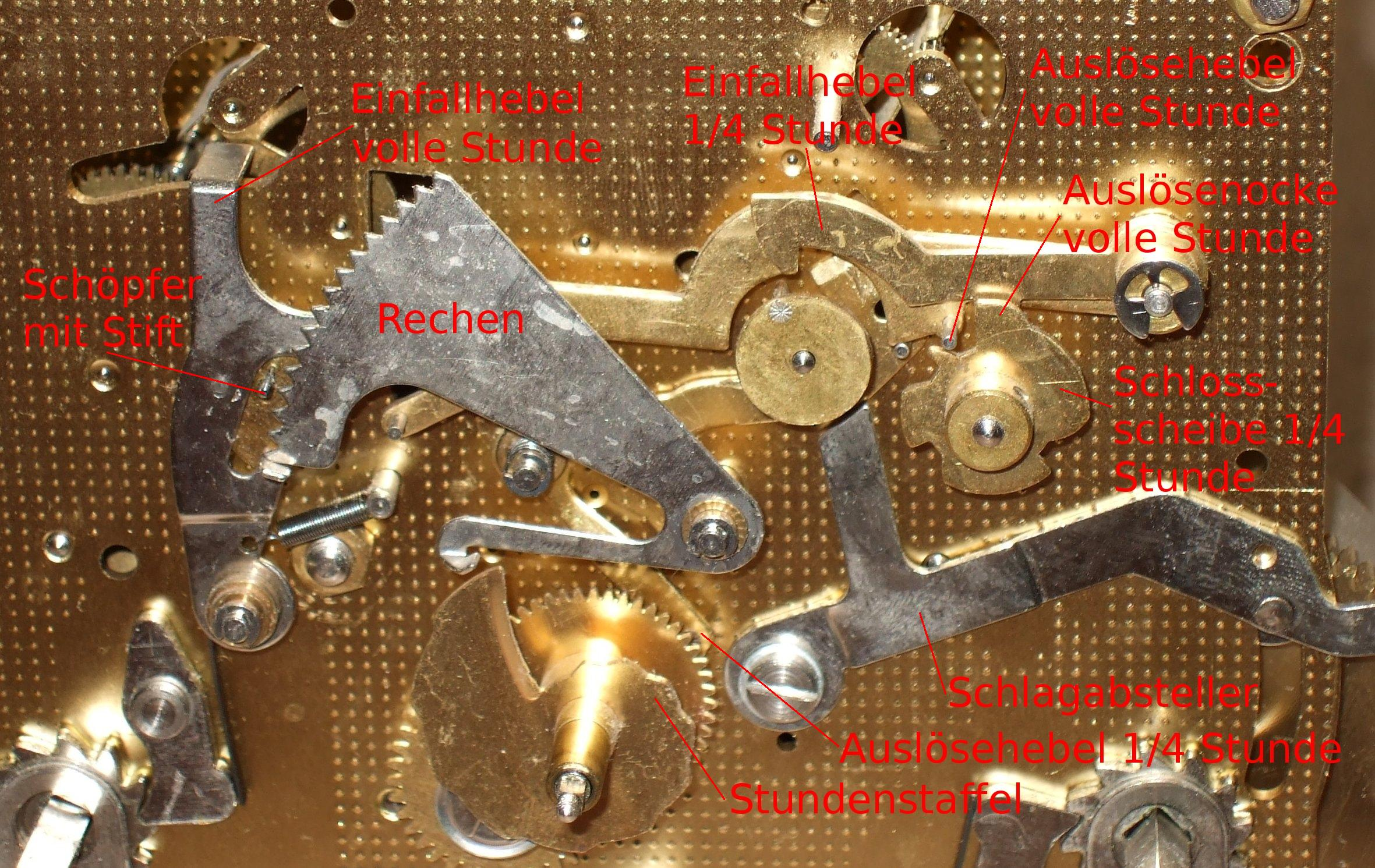
Zaagslagwerk: de snek bevindt zich midden onder

Geheel anders is de snek die men aantreft in de betere slaguurwerken (met zaagslagwerk). Dit is een wiel met een spiraalvormige buitenrand. Het zorgt ervoor dat de klok op elk uur het juiste aantal keren slaat.